# Neal Cassady
Cet article concerne la personnalité américaine. Pour le film de Noah Buschel, voir Neal Cassady.
Pour les articles homonymes, voir Cassady.
Neal Cassady (Salt Lake City, 8 février 1926 - San Miguel de Allende au Mexique, 4 février 1968) est un poète et écrivain américain, compagnon de route de Jack Kerouac sur lequel il a eu beaucoup d'influence. Neal Cassady inspire à Kerouac le personnage de Dean Moriarty dans son livre Sur la route. Neal Cassady est une figure incontournable de la Beat Generation mais aussi du mouvement psychédélique des années 1960.

## Biographie

### Première jeunesse
Fils de Maud Jean Scheuer et de Neal Marshall Cassady, dont il est le 9e enfant,, sa mère meurt alors qu’il n’a que dix ans, il est élevé par son père alcoolique à Denver, Colorado. Très tôt, il connaît une vie de délinquance aux côtés de son père puis seul, et fréquente les maisons de correction. À 14 ans, il est arrêté une première fois pour vol à l'étalage, à 15 ans, pour vol de voiture ; puis en 1944, il purge une peine de onze mois de prison pour recel. C'est lors d'un séjour en maison de correction qu'il entretient une correspondance avec Hal Chase, un ami de Jack Kerouac et d'Allen Ginsberg.

### Rencontre avec les poètes de la future Beat Generation
En 1946, après un nouveau séjour en prison, Neal rencontre en avril une gamine blonde de quinze ans, LuAnne Anderson, qu'il va épouser en été. A l'automne, le jeune couple, qui vit à Denver dans des conditions matérielles très désordonnées, s'enfuit de la ville avec une voiture volée puis gagne New-York en autobus. Neal a l'intention de s'inscrire à l'université Columbia mais il ne se présentera pas devant la commission d'admission. Malgré ce contre-temps, le jeune homme, très féru de littérature, qui lit Proust et Shakespeare la nuit, rêve de devenir écrivain. Neal et LuAnne emménagent dans un meublé à Harlem. En décembre, lors d'une soirée entre amis chez Hal Chase, Allen Ginsberg, un nouvel ami de la bande, présente Jack Kerouac à Neal, mais ce n'est que quelques jours plus tard, lors d'une seconde rencontre, que les deux jeunes gens se trouvent de nombreux points communs et entament une relation d'amitié fusionnelle. Allen Ginsberg, Jack Kerouac et Neal Cassady partagent dès lors de longs moments ensemble où alcool, drogue et sexe feront bon ménage. Durant cette époque, Neal vit une liaison homosexuelle avec Allen Ginsberg. Concernant cette relation, la poétesse Anne Waldman, qui a bien connu les poètes de la Beat Generation, confiera quelques décennies plus tard dans une interview : "Cassady, sans être homosexuel, était assez généreux pour inclure Allen dans le champ de son affection." Mais Neal a avant tout une obsession sexuelle pour les femmes ; il s'adonne également à une pratique onaniste effrénée qu'il avoue à plusieurs reprises dans ses lettres.
Pour Kerouac, Neal est un personnage flamboyant de liberté, de sauvagerie et de soif de vivre. À travers le personnage de Dean Moriarty, Kerouac le dépeint en jouisseur, affamé de femmes, de liberté et de voitures, possédant un certain magnétisme et perpétuellement à la recherche d'horizons nouveaux. Menteur, voleur, séducteur, Neal Cassady est, d'après Kerouac, le type idéal pour la route, car « né sur la route, dans une bagnole, alors que ses parents traversaient Salt Lake City, en 1926, pour gagner Los Angeles ». Neal Cassady est aussi doué d'une énergie inépuisable et de grandes capacités physiques puisqu'il bat à la course et en saut en hauteur Jack Kerouac, pourtant sportif de haut niveau en football américain.
Kerouac et Cassady feront plusieurs voyages à travers les États-Unis, parcourant de nombreuses villes et rencontrant de nombreuses personnes. Tout cela est en grande partie relaté dans Sur la route. Neal est un  conducteur hors pair, et c'est sans encombre, torse nu et à pleine vitesse qu'il mènera Kerouac de San Francisco à New York et inversement, allant de l'une à l'autre de ces deux villes sans faire la moindre pause, si ce n'est pour faire le plein. Mais au-delà du personnage même, c'est aussi la manière d'écrire de Neal qui influencera Kerouac pour son livre. Il écrit souvent des lettres dans un style spontané, instinctif, frénétique qui va largement inspirer le style de Kerouac.

### Liens de fascination littéraire entre Cassady, Kerouac et Ginsberg
En 1948, il épouse Carolyn Robinson, et s'installe dans un ranch à Monte Sereno en Californie, près de San Francisco. Alors qu'il semble rangé, il quitte soudainement sa femme et sa fille, Cathleen-Joanne, qui vient de naître, pour repartir sur la route en compagnie de son ex-femme LuAnne Henderson (avec qui il renoue), de Kerouac et d'Allen Ginsberg. Il retourne à son foyer tout aussi brutalement en janvier 1949, après avoir plaqué Jack Kerouac et LuAnne à San Francisco. Néanmoins, Neal Cassady ne se révèle pas un époux fidèle puisqu'en 1950, il entretient une nouvelle relation avec Diane Hansen, une femme mariée. Malgré son travail à la Southern Pacific Railroad, il garde contact avec ses confrères beat, même si au fil du temps leurs positions philosophiques divergent. Neal poursuit à cette époque-là une correspondance soutenue avec Allen Ginsberg et Jack Kerouac. Leurs lettres peuvent être très longues, comporter une dizaine de pages, voire plusieurs dizaines. Parmi les longues lettres écrites par Neal, la plus célèbre reste celle qu'il a envoyée à Kerouac à la fin du mois de décembre 1950, que l'on connaît sous le nom de "lettre sur Joan Anderson". C'est une lettre dactylographiée d'environ 90 pages, sorte de petit roman fleuve qui traite de sujets très réalistes inspirés de la vie de son auteur, relatant maintes aventures sentimentales et sexuelles. A la lecture de la lettre, Kerouac réalise que Neal ose traiter de sujets rocambolesques, sordides et scabreux comme la littérature américaine n'a guère osé le faire jusqu'à présent, et qu'il le fait à l'état cru "sans y changer quoi que ce soit", selon la devise de Neal. Kerouac y voit la patte du génie et une source d'inspiration pour l'évolution de son écriture romanesque. En effet, les lettres de Neal Cassady à Jack Kerouac dans les années 1950 et 1951 vont fortement influencer ce dernier, en particulier dans l'écriture d'une nouvelle version de son futur roman Sur la route. Kerouac, à ce moment-là, ne tarit pas d'éloges à l'égard des capacités littéraires de son ami et qualifie sa très longue lettre de décembre de "grande œuvre". Cette correspondance abondante, à laquelle il faut associer Allen Ginsberg, se situe à la source d'une nouvelle forme d'écriture dans la littérature américaine, dont Kerouac deviendra l'ambassadeur le plus célèbre.

### Des Chemins de fer à la notoriété
Dans les années suivantes, Neal reste employé aux chemins de fer comme serre-frein. Il y est très assidu, avec la volonté régulière de bien subvenir aux besoins de sa famille, et il demeure très proche de ses enfants. À partir de 1953, sa relation se complique avec Kerouac, qui entretient une relation sexuelle avec sa femme Carolyn. Dès lors, dans les années à venir, leur amitié connaîtra des hauts et des bas. Neal poursuit sa correspondance avec son très cher ami Allen Ginsberg dont il admire les grandes qualités intellectuelles. Subjugué par son talent, c'est avec une profonde sincérité qu'il lui déclare dans une lettre : "Tu es un vrai poète." Le 7 octobre 1955, à la Six Gallery de San Francisco, Neal Cassady assiste à la célèbre lecture où divers poètes viennent lire  leurs œuvres. Cette soirée de lecture publique s'inscrit dans la dynamique de la "San Francisco Renaissance", avec son esprit libertaire. Ginsberg y déclame Howl, poème qui fera l'objet d'un scandale et d'un procès en 1957. Neal, dans son uniforme de serre-frein, n'y lit aucun texte de son cru, mais Kerouac, présent, sait combien son ami de "la route" a inspiré jusqu'à ce jour ceux qui deviendront bientôt les plus fameux poètes beat. L'heure de gloire arrive pour Neal Cassady à l'automne 1957 au moment de la publication de Sur la route de Jack Kerouac qui va faire l'objet d'un immense succès. Neal devient célèbre dès lors qu'il est reconnu comme étant le modèle incarné du personnage central du roman, Dean Moriarty ; il en est très fier. Mais la publication de ce livre vivement attaqué par ses contempteurs tourne vite au cauchemar pour son auteur ; Neal Cassady subit du même coup ces ondes négatives et subit des critiques, mais il garde la tête froide, se consacre à son travail et à ses enfants.

### De la prison à la frénésie des trips, jusqu'au déclin
Au début de 1958, Neal est arrêté pour possession de trois joints de marijuana au sortir d'une boîte de nuit. Quelques semaines plus tard, sur de fausses preuves, il est de nouveau poursuivi puis jugé pour trafic de marijuana. Il est condamné à cinq ans de prison. Transféré à la prison de San Quentin où il subit des conditions d'incarcération éprouvantes, il tente de s'octroyer des moments pour lire, méditer et écrire. Il suit également des cours de religion. De son côté, Allen Ginsberg fait appel à de grands noms de la littérature américaine pour faire libérer Neal. Grâces aux démarches réitérées de sa femme, Neal bénéficie d'une libération conditionnelle et sort de prison en juin 1960. Mais le jugeant incapable d'honorer ses engagements familiaux, Carolyn demande le divorce en 1963. Il s'installe alors dans un appartement avec Allen Ginsberg et Charles Plymell.
Au début des années 1960, Neal Cassady fait la connaissance de Ken Kesey, l'auteur du livre Vol au-dessus d'un nid de coucou. En 1964, Ken lui propose de participer à l'épopée d'un groupe psychédélique, les Merry Pranksters (les "joyeux lurons") à bord d'un bus aménagé qui les conduirait d'ouest en est à travers les Etats-Unis, jusqu'à New-York, en passant par la Nouvelle-Orléans. D'emblée, Neal est pressenti pour être le chauffeur de bus, tâche qu'il va accomplir dans un état de surexcitation, avec une énergie folle, à l'image de ce qu'on sait déjà de lui. Tom Wolfe, qui relate cette aventure hallucinatoire dans son livre Acid test, reconnaît que Neal a su se montrer utile à ses compagnons d'équipée : "En dépit de sa façon de conduire comme un fou, il les sortait toujours de la panade au dernier moment. (...) Quand l'autobus était tombé en panne, Cassady avait plongé dans ses antiques entrailles et l'avait réparé. Il changeait les pneus, tirait, soulevait, secouait, vissait ; ses extraordinaires muscles saillaient à tour de rôle, tandis que ses veines jugulaires se gorgeaient de sang et d'amphétamines." Les participants s'accordent toute liberté, dont une consommation assidue de L.S.D., d'amphétamines et de marijuana. Au retour de leur périple, sous la direction de Ken Kesey, sont organisées en Californie des séances dites "Kool-Aid Acid Test" auxquelles Neal participe dans une débauche de décibels, de lumières et de consommation de L.S.D. Sa femme Carolyn confie dans une interview : "Neal voulait aller toujours plus loin. Et dans les années 1960, il est devenu terriblement dépendant de ses substances, amphétamines, L.S.D...".
De 1967 à 1968, Neal Cassady voyage beaucoup, et de manière frénétique, entre le Mexique et New York. Le 3 février 1968, il participe à une fête de mariage à San Miguel de Allende, et après la fête, tente de rejoindre la ville prochaine en suivant la voie ferrée. Il fait froid ce soir-là, et Neal n'est vêtu que d'un jean et d'un tee-shirt. Il est retrouvé le lendemain matin dans un profond coma, emmené dans un hôpital, où il décède quelques heures plus tard.
Les causes de sa mort restent incertaines. Certains convives affirmèrent que Neal Cassady avait consommé de fortes doses de Sécobarbital, un puissant barbiturique qui peut rapidement mener à l'overdose. Le froid est aussi cité comme une cause de son décès, et selon sa femme Carolyn, une déficience rénale.[réf. nécessaire] Dans l'interview précédemment citée, Carolyn déclare, trente et un ans après les faits : "Les causes exactes (de la mort de Neal), on ne les connaîtra jamais."

### Neal Cassady écrivain
Neal Cassady, dans ses premières années de jeunesse, ne se considère pas comme un écrivain et cependant ses longues lettres ont démontré à ses destinataires ses capacités littéraires. Animé par la rage de lire et d'écrire, il entreprend de rédiger une autobiographie en affichant une haute ambition : s'inspirer du style de Marcel Proust en faisant usage de longues phrases. Il y parviendra peu à peu dans son récit autobiographique à propos duquel Carolyn Cassady précise dans une publication : "Neal a écrit Première jeunesse entre 1948 et 1954, époque où il dévorait les livres et ses auteurs de prédilection. Singulièrement, À la recherche du temps perdu, qu'il considérait comme sa bible." En effet, la deuxième moitié du récit est jalonnée de longues phrases qui révèlent l'influence proustienne dans un style travaillé, assez classique. Le livre paraît trois ans après la mort de l'auteur, en 1971, sous le titre The first third, aux éditions City Lights Books basées à San Francisco, sous la direction de Lawrence Ferlinghetti. Le livre paraîtra en France sous le titre Première jeunesse en 1998.
Peu de temps avant sa mort, Neal fait la connaissance de Charles Bukowski - l'unique rencontre entre les deux hommes. C'est à l'occasion des échanges qu'ils ont eus pendant quelques heures que Neal évoque la littérature qui a été écrite sur sa vie puis formule cette demande à Bukowski : "Kerouac a écrit tous les autres chapitres, mais c'est toi que j'ai choisi pour mettre le point final." Puis il ajoute : "Allons, courage, termine !" Dans son livre Journal d'un vieux dégueulasse, Bukowski lui consacre en effet un petit chapitre où il évoque en ces termes la mort de Neal : "Toutes ces virées, toutes ces pages de Kerouac, tous ces séjours en prison, pour finir seul, immensément seul, sous la lueur glaciale d'une lune mexicaine, voilà à quoi vous feriez bien de réfléchir."

## Postérité
Un film basé sur sa vie et intitulé Neal Cassady est sorti en octobre 2007 aux États-Unis. Le roman Ballast de Jean-Jacques Bonvin est également directement inspiré par le personnage de Neal Cassady. Les éditions Finitude publient en 2014 Un truc très beau qui contient tout, le premier volume de la correspondance inédite de Neal Cassady (1944-1950). Les mêmes éditions publient en 2015 Dingue de la vie & de toi & de tout, second volume de la correspondance de Cassady (1951-1968). Les deux ouvrages sont annotés et traduits en français par Fanny Wallendorf.

## Œuvres
- (en) : Pull My Daisy (1951) : recueil de poésie écrit avec Jack Kerouac.
- (en) : The First Third, 1951, roman autobiographique ;
  - (en) : The First Third & Other Writings, City Lights, San Francisco, 1971, 157 p., (LCCN 74088229) ;
- (en) : As Ever : the Collected Correspondence of Allen Ginsberg and Neal Cassady (avec une préface de Caroline Cassady, une introduction de Barry Gifford, éditeur scientifique du texte, et une postface d'Allen Ginsberg), Creative Arts book, Berkeley, 1977, vi + 227 p.,  (ISBN 0-916870-08-1), (BNF 35363103).
- (en) : Grace Beats Karma : Letters From Prison, 1958-60, Blast Books, New York, 1993, xiii + 223 p.,  (ISBN 0-922233-08-X), (BNF 36683276). — Recueil de poésie et de correspondance.
- (en) : Neal Cassady : Collected Letters : 1944-1967 (édité par Dave Moore, avec une introduction de Caroline Cassady), Penguin Group, New York, 2004, xxii + 490 p.,  (ISBN 0-1420-0217-8), (BNF 39259517). — Lettres et essais.

### Œuvres traduites en français
- Neal Cassady (trad. de l'anglais par Frédéric Jacques Temple, préf. Frédéric Jacques Temple), Fils de Clochard : récit de Neal Cassady, Paris, Pierre-Jean Oswald (1re éd. 1977), 165 p. (ISBN 978-2-7172-0896-2 et 2-7172-0896-8).
- (fr) : Première jeunesse (traduit de l'américain par Gérard Guégan), éditions Flammarion, Paris, 1998, 309 p.,  (ISBN 2-08-067482-X), (BNF 36999938).
  - Édition en collection de poche : Éditions 10/18, coll. « Littérature étrangère » no 3193, Paris, 2000, 309 p.,  (ISBN 2-264-02952-8), (BNF 37107642).
  - Réédition enrichie de récits, lettres, confessions et fragments : Jean-Claude Zylberstein (dir.) et Neal Cassady (trad. de l'anglais par Gérard Guégan, préf. Lawrence Ferlinghetti), Première jeunesse [« First Third »], vol. 23, Paris, Les Belles Lettres, coll. « Domaine étranger », 2015, 432 p. (ISBN 978-2-251-21024-7).
- Lettre sur l'histoire de Joan Anderson, traduit par Pierre Guglielmina, Séguier, 2023  (ISBN 978-2-84049-928-2)[32]